# Blepisanis aurivillii
Blepisanis aurivillii là một loài bọ cánh cứng trong họ Cerambycidae.